# Dekasegi

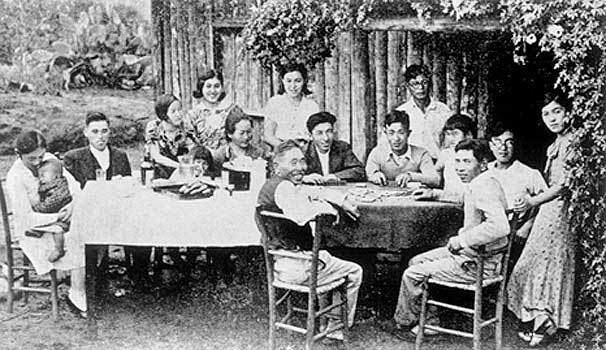
Familia Japonesa em Bastos 1930.

El término dekasegi (出稼ぎ?) se forma por las palabras japonesas deru (出る salir?) y kasegu (稼ぐ ganar dinero?), designando a cualquier persona que deja su tierra natal para trabajar, temporalmente, en otra región. Por ejemplo, los japoneses que viven en Hokkaido, Aomori, Akita, Yamagata, etc que durante el invierno van en busca de trabajo a los grandes centros económicos e industriales - como Tokio y Osaka - por eso se llaman de dekasegi. De la misma manera, así también se llaman los brasileños, peruanos y otros latinoamericanos que migraron a Japón.

## Inmigración japonesa siglosXIXyXX
A finales del siglo XIX y principios del siglo XX japoneses inmigraron a otros países. En el caso de Brasil, la Inmigración japonesa en Brasil comenzó en 1908.

## Inmigración latinoamericana a Japón finalessigloXX
Se conoce como "fenómeno dekasegi" a la inmigración de brasileños, peruanos y otros migrantes latinoamericanos que tuvo su principio al final de la década 1980 y oficialmente se inició en junio de 1990 a Japón, con el cambio en la legislación de inmigración japonesa, permitiendo al descendiente japonés (nikkei,日系) recibir unos visados de trabajo en el país. Sin embargo el visado para descendientes de Japón está limitado actualmente hasta la tercera generación (Sansei).
Actualmente, unos 200 mil brasileños viven en Japón, enviando todos los años entre 1.5 y 2 mil millones de dólares para Brasil. Los brasileños representan el tercer mayor grupo migrante en Japón, solamente detrás de los chinos y coreanos. En Brasil, son considerados como el tercer mayor grupo de brasileños viviendo fuera del país. Como contrapartida en Brasil está la mayor concentración de japoneses fuera de Japón.